# 清元音
一般的元音都是声带震动发声的。然而，在某些语言的某些场合中，也有不发声的元音，即清元音。最典型的例子是日语。比如（英文：sukiyaki，寿喜烧），其中的u仅有口型，而听起来就是“skiyaki”，u音不发，但一定有口型。另外，在英语中，类似potato（发音p'tato）等词也包含近似的清元音。